# Дулалам
Дулала́м (Дхулалам, Ду-Лалам) — невеликий острів в Червоному морі в архіпелазі Дахлак, належить Еритреї, адміністративно відноситься до району Дахлак регіону Семіен-Кей-Бахрі.

## Географія
Розташований на південний схід від острова Нора. Має видовжену форму з північного заходу на південний схід. Довжина острова 4 км, ширина до 1,5 км. На північному заході виділяється невеликий півострів. З усіх боків острів облямований піщаними мілинами.